# Gobierno de Polonia en el exilio
El Gobierno de Polonia en el exilio, oficialmente Gobierno de la República de Polonia en el exilio (en polaco: Rząd Rzeczypospolitej Polskiej na uchodźstwie), fue el gobierno de Polonia tras la ocupación por la Alemania Nazi y la posterior invasión y desaparición de la Segunda República. El Gobierno polaco en el exilio dirigía a las Fuerzas Armadas polacas que operaban en Polonia y el extranjero durante la guerra. Si bien no fue reconocido durante mucho tiempo y no tuvo poder efectivo tras la Segunda Guerra Mundial, siguió existiendo hasta el final del gobierno comunista en Polonia en 1990, cuando delegó formalmente sus responsabilidades al nuevo gobierno.

## Historia

### Establecimiento
El 17 de septiembre de 1939, el presidente de la República de Polonia, Ignacy Mościcki, que se encontraba entonces en el pequeño pueblo de Kosów, cerca de la frontera sur de Polonia, firmó un decreto en el que señalaba a Władysław Raczkiewicz, el portavoz en el Senado, como su sucesor. Lo hizo de acuerdo al artículo 24 de la Constitución de la República de Polonia, adoptada en abril de 1935 y que decía lo siguiente:
En caso de guerra, el mandato del cargo de Presidente se extenderá hasta tres meses después de la consecución de la paz; en esas circunstancias, el Presidente de la República designará, a través de un decreto especial promulgado en el Boletín Oficial, a su sucesor, en caso de que el cargo quedase vacante antes de la consecución de la paz. El Presidente sucesor deberá asumir el cargo y su gobierno expirará al transcurrir tres meses desde la consecución de la paz.
Raczkiewicz, que se encontraba en París, prestó inmediatamente juramento constitucional en la embajada de Polonia y fue nombrado presidente de la República de Polonia.[cita requerida] Nombró entonces al general Władysław Sikorski como primer ministro y comandante en jefe de las Fuerzas Armadas polacas.
La mayoría de la marina polaca había escapado a Gran Bretaña antes del 1 de septiembre de 1939, y decenas de miles de soldados y aviadores polacos habían escapado a través de Hungría y Rumanía o del Mar Báltico para continuar la lucha en Francia y en el mandato francés de Siria. Muchos polacos tomaron parte subsecuentemente en las operaciones aliadas en la Campaña de Noruega (Narvik), la Batalla de Francia, la Batalla de Inglaterra, la Batalla del Atlántico, el Norte de África (sobre todo en Tobruk), Italia (en la Batalla de Montecassino y Ancona), Market Garden, Wilhelmshaven y en algún otro lugar junto a otras fuerzas aliadas. Incluso tras la caída de Polonia, y antes de la entrada de la Unión Soviética en la guerra, Polonia permaneció como el tercer aliado más fuerte en la batalla, tras Francia y Reino Unido . (Otras unidades militares polacas, formadas en la Unión Soviética tras la invasión de Adolf Hitler de la Unión Soviética en junio de 1941 lucharon junto a, y bajo la dirección de los soviéticos)

### Durante la guerra
El Gobierno de Polonia en el exilio, establecido primero en París y posteriormente en Londres, fue reconocido por todos los gobiernos aliados. Políticamente, era una coalición del Partido Campesino Polaco, el Partido Socialista Polaco y el Partido Demócrata Nacional, a pesar de que estos partidos mantenían solo un vestigio de existencia en las circunstancias del exilio.
Cuando Alemania atacó a la Unión Soviética en 1941, el Gobierno de Polonia en el Exilio estableció relaciones diplomáticas con la Unión Soviética, a pesar del papel de Stalin en el anterior desmembramiento de Polonia fijado por el Pacto Ribbentrop-Mólotov. Cientos de miles de soldados polacos que habían sido tomados como prisioneros por los soviéticos en el este de Polonia en 1939, y muchos prisioneros civiles y deportados polacos, fueron liberados y autorizados para formar unidades militares ("El ejército de Anders") y evacuados a Irán y a Oriente Medio, donde eran desesperadamente necesitados por los británicos, fuertemente presionados por la Afrika Korps de Erwin Rommel. Estas unidades polacas formaron la base para el Segundo Cuerpo polaco, liberado por el General Władysław Anders, que junto con otras unidades polacas previamente creadas, lucharon al lado de los aliados.
En abril de 1943, los alemanes anunciaron que habían descubierto en el bosque de Katyn, cerca de Smolensk, Rusia, fosas comunes de 8.000 oficiales polacos que habían sido tomados como prisioneros de guerra en 1939 y asesinados por los soviéticos. El gobierno soviético dijo que los alemanes habían fabricado ese descubrimiento, acusándolos de ser los autores de la masacre. Los otros gobiernos aliados, por razones diplomáticas, aceptaron formalmente la excusa soviética, pero el Gobierno de Polonia en el Exilio rehusó hacerlo. Stalin endureció entonces las relaciones con el Gobierno de Polonia en el Exilio. Sikorski, ampliamente reconocido como el líder exiliado polaco más capaz, resultó muerto en un misterioso accidente aéreo, imputado por algunos historiadores a agentes británicos o soviéticos, en Gibraltar en julio de 1943.[cita requerida] Lo sucedió como cabeza del Gobierno de Polonia en el Exilio Stanisław Mikołajczyk.
En el año 1964, el escritor Rolf Hochhuth recibió la visita de un individuo que se identificó como miembro de los Servicios Secretos británicos y jefe del equipo que saboteó el avión de Sikorski. Le ofreció diversas pruebas y le pidió que no revelase su identidad hasta su muerte. El mismo autor, señalaría que Churchill aparece como responsable de la muerte de Sikorski. Esto creó un gran revuelo en el Reino Unido. El embajador soviético en el Reino Unido Iván Maiski y las informaciones secretas que llegaban de los espías de Joseph Goebbels declaraban que «Al igual que en el caso del almirante Darlan, Sikorski ha sido asesinado por el Servicio Secreto británico, que no tolera que haya personalidades independientes que puedan entorpecer la política de Winston Churchill». El historiador Antony Polonsky observó que la actitud de los militares  nacionalistas polacos ante el genocidio judío fue compleja y más controvertida. Durante todo el período en que se estaba llevando a cabo, el Ejército del Interior estaba preocupado por prepararse para ... [el momento en que] el gobierno nazi en Polonia colapsó. Se determinó evitar la acción militar prematura y conservar su fuerza (y armas) para la confrontación crucial para el ejército local, los judíos no eran parte de 'nuestra nación'[cita requerida] y ... no se tomarían medidas para defenderlos si ponía en peligro otros objetivos [del Ejército del Interior] " fueron acusados de haber podido hacer mucho para ayudar a los judíos. El hecho es que su liderazgo no quería hacerlo".
Durante 1943 y 1944, los líderes aliados, particularmente Winston Churchill, intentaron reanudar las conversaciones entre Stalin y el Gobierno de Polonia en el Exilio. Pero estos esfuerzos fracasaron por varias razones. Desde que estuvo claro que sería la Unión Soviética y no los aliados occidentales quien liberaría Polonia de los alemanes. Stalin insistió en que los territorios anexionados por los soviéticos en 1939, que tenían mayoría de población ucraniana y bielorrusa, debería permanecer en manos soviéticas, y que Polonia sería compensada con terrenos que se anexionaría de Alemania. Mikołajczyk, sin embargo, rechazó comprometer la cuestión de la soberanía de Polonia sobre los territorios del este de antes de la guerra. Una tercera cuestión fue la insistencia de Mikołajczyk de que Stalin no instaurase un gobierno comunista en la Polonia de posguerra. Havi Dreifuss, investigadora de la Universidad de Tel Aviv sobre la judería polaca, afirmó al digital “Times of Israel” que “uno puede pensar que el Holocausto no fue un proyecto de genocidio masivo de judíos, sino un impresionante plan de rescate polaco”. Dreifuss recordó a los cientos de miles de polacos que entregaron a judíos a la Granatowa Policja o Policía Azul.
Durante la ocupación nazi unos 200.000 judíos fueron asesinados directa o indirectamente en la Segunda Guerra Mundial, muchas de las víctimas judías perecieron por las acciones de la llamada Policía Azul creada por el Gobierno General en la Polonia ocupada por la  Alemania nazi. La Policía Azul fue responsable de varias masacres entre ellas la ocurrida el 10 de julio de 1941, los habitantes judíos de Jedwabne fueron encerrados en un establo y quemados vivos. Varios líderes del gobierno en el exilio como Mikołajczyk fueron señalados como autores políticos de la masacre de Jedwabne
Se ha puesto bajo la lupa la complicidad de miembros o grupos del AK, brazo armado del gobierno en el exilio con la violencia antisemita en Polonia, y el papel de varios de sus miembros en colaboración con el nazismo delatando judíos, a pesar de luchar contra la Alemania nazi.
Una parte sustancial de la Policía Azul pertenecía al Armia Krajowa de la resistencia polaca, principalmente su contrainteligencia y el Cuerpo de Seguridad Nacional. Algunas estimaciones llegan a cifrarla en un 50%. Algunos policías que actuaron contra las órdenes fueron finalmente reconocidos como Justos entre las Naciones.

### Guerra fría
En noviembre de 1944, a pesar de su desconfianza en los soviéticos, Mikołajczyk se resignó, volvió a Polonia y tomó posesión del cargo en el nuevo gobierno establecido bajo el auspicio de las autoridades de ocupación soviéticas.[cita requerida] El Comité Polaco de Liberación Nacional (PKWN) prometió reformas agrarias radicales, la expansión del territorio polaco hacia el oeste a expensas de Alemania y la adhesión a la Constitución de Polonia de marzo de 1921. Llamó al gobierno polaco en el exilio usurpador y la Constitución de Polonia de abril de 1935 fascista en 1945 anunciaron una restauración del Ejército polaco bajo el liderazgo soviético. Durante esos años se investigó la complicidad de miembros o grupos del AK, brazo armado del gobierno en el exilio con la violencia antisemita en Polonia, y el papel de varios de sus miembros en colaboración con el nazismo delatando a decena de miles de polacos judíos que terminaron en campos de concentración.
El 6 de julio de 1945 dos de los cinco únicos países que reconocían al gobierno en el exilio: los Estados Unidos y el Reino Unido retiraron su reconocimiento y las Fuerzas Armadas polacas en el exilio fueron disueltas en 1945. Un enclave en Emsland, cerca de Harén, Alemania existe desde 1948. Los polacos de Londres tuvieron que desalojar la embajada polaca en Portland Place y les dejaron únicamente la residencia privada del Presidente, en el 43 de Earton Place.

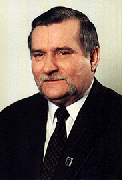
Lech Wałęsa, presidente de Polonia (1990-1995).

En 1954, diferencias políticas llevaron a una fractura en sus filas. Una parte se opuso a la continuidad del Presidente August Zaleski en su cargo cuando expiró su mandato de siete años. Formaron un Consejo de Unidad Nacional el 31 de julio de 1954 y establecieron un Consejo de tres para ejercer sus funciones de cabeza del estado que estaba formado por Tomasz Arciszewski, el general Władysław Anders, y Edward Raczyński. Sólo tras la muerte de Zaleski en 1972 se reunieron ambas facciones.
Algunos volvieron finalmente a Polonia, como el primer ministro Hugon Hanke en 1955 y su predecesor Stanisław Mackiewicz en 1956. El gobierno de Varsovia hizo una campaña activa para el regreso de los exiliados, prometiendo empleos honrados y dignos, y olvidar las transgresiones pasadas.
En diciembre de 1990, cuando Lech Wałęsa se convirtió en el primer presidente de Polonia tras el comunismo, recibió los símbolos de la República de Polonia (la bandera roja presidencial, los sellos presidencial y de Estado, las fajas presidenciales y el texto original de la constitución de 1935) del último presidente del Gobierno en el Exilio, Ryszard Kaczorowski[cita requerida], y así se restableció la continuidad de la república y con efecto retroactivo se reconoció la legitimidad del Gobierno en el Exilio. En 1992 fueron reconocidas oficialmente en Polonia las medallas militares y otras condecoraciones otorgadas por el Gobierno en el Exilio[cita requerida]